# Maximilian Braun (Philologe)
Maximilian Braun (* 7. August 1965; † 7. Juli 2015) war ein deutscher Klassischer Philologe.

## Leben
Maximilian Braun studierte von 1985 bis 1992 an der Ludwig-Maximilians-Universität München und am Corpus Christi College (Oxford) Klassische Philologie und Philosophie. Von 1993 bis 1995 hielt er sich als William Abbott Oldfather Research Associate am Department of the Classics der University of Illinois at Urbana-Champaign auf, wo er William M. Calder III bei der Edition und Kommentierung der Briefwechsel von Hermann Diels mit Ulrich von Wilamowitz-Moellendorff sowie Theodor und Heinrich Gomperz unterstützte. 1997 wurde er in München mit der Dissertation Die „Eumeniden“ des Aischylos und der Areopag zum Dr. phil. promoviert.
Nach der Promotion war Braun von 1998 bis 2001 wissenschaftlicher Mitarbeiter im Sonderforschungsbereich 537: „Institutionalität und Geschichtlichkeit“ an der Technischen Universität Dresden. Von 2001 bis 2005 war er wissenschaftlicher Assistent am dortigen Lehrstuhl für Latinistik (bei Fritz-Heiner Mutschler). 2005 kehrte er an die Ludwig-Maximilians-Universität München zurück, wo er als Akademischer Rat (ab 2009 Oberrat) in Lehre und Forschung tätig war. Zugleich war er Schriftleiter der Zeitschrift Gnomon.
Braun beschäftigte sich mit der griechischen und römischen Bühnendichtung, vor allem mit der attischen Tragödie und der römischen Komödie; weitere Forschungsschwerpunkte waren die römische Rhetorik und die Geschichte der Klassischen Philologie im 19. und 20. Jahrhundert.

## Schriften (Auswahl)
- Die „Eumeniden“ des Aischylos und der Areopag. Narr, Tübingen 1998 (= Dissertation, Ludwig-Maximilians-Universität München), ISBN 3-8233-4878-7.

Herausgeberschaft
- mit William M. Calder III und Dietrich Ehlers: Philology and Philosophy. The Letters of Hermann Diels to Theodor and Heinrich Gomperz (1871–1922). Weidmann, Hildesheim 1995, ISBN 3-615-00172-9.
- mit William M. Calder III und Dietrich Ehlers: „Lieber Prinz“. Der Briefwechsel zwischen Hermann Diels und Ulrich von Wilamowitz-Moellendorff (1869–1921). Weidmann, Hildesheim 1995, ISBN 3-615-00173-7.
- mit Fritz-Heiner Mutschler: Moribus antiquis res stat Romana. Römische Werte und römische Literatur im 3. und 2. Jh. v. Chr. Saur, München–Leipzig 2000 (Beiträge zur Altertumskunde 134), ISBN 3-598-77683-7.